# Exocentrus venatoides
Exocentrus venatoides es una especie de escarabajo longicornio del género Exocentrus, categorizada en la tribu Exocentrini, de la subfamilia Lamiinae. Fue descrita por Kusama & Tahira en 1978.

## Descripción
Mide 4,7-6,7 mm de longitud.

## Distribución
Se distribuye por China.